# 斯普林帕克 (明尼蘇達州)
斯普林帕克（英語：Spring Park）是一個位於美國明尼蘇達州亨內平縣的城市。

## 人口
根據2020年美國人口普查的數據，斯普林帕克的面積為1.57平方千米，當中陸地面積為0.91平方千米，而水域面積為0.65平方千米。當地共有人口1734人，而人口密度為每平方千米1,104人。